# Bolbena hottentotta
Bolbena hottentotta es una especie de mantis de la familia Iridopterygidae.

## Distribución geográfica
Se encuentra en Kenia, Namibia y Angola.